# Margherita Oggero
Margherita Oggero, née le 22 mars 1940, à Turin dans la région du Piémont, est une romancière et une enseignante italienne, lauréate du prix Bancarella en 2016.

## Biographie
Margherita Oggero naît à Turin en 1940. Elle travaille comme professeur de lettres au lycée et au collège avant de se consacrer à la fin de sa carrière à l'écriture. Elle publie en 2002 son premier roman, nommé Modèle:La pas clair (La collega tatuata), un récit mêlant comédie romantique et histoire policière, avec pour protagoniste principale la professeur Camilla Baudino. Ce récit donne naissance à la comédie policière Se devo essere sincera (it), un film italien réalisé par Davide Ferrario en 2004 avec Luciana Littizzetto dans le rôle principal,
La deuxième aventure de Baudino, Una piccola bestia ferita, publiée en 2003, donne naissance à la série télévisée italienne Provaci ancora prof! (it) en 2005, avec Veronica Pivetti dans le rôle principal. Cette série s'arrête en 2017 après une septième et dernière saison.
En 2011, elle publie son premier livre à destination de la jeunesse, L'amico di Mizù. En 2016, elle remporte le prix Bancarella avec le roman La ragazza di fronte.

## Œuvre

### Romans
- La collega tatuata (2002) Publié en français sous le titre La Collègue tatouée, traduction de Françoise Brun, Paris, éditions Albin Michel, coll. « Carré jaune », 2006.
- Una piccola bestia ferita (2003)
- L'amica americana (2005) Publié en français sous le titre L'Amie américaine, traduction de Françoise Brun, Paris, éditions Albin Michel, coll. « Carré jaune », 2007.
- Così parlò il nano da giardino (2006)
- Storie di donne (2006)
- Qualcosa da tenere per sè (2007)
- Torino, l'ora blu (avec Mauro Raffini, 2007)
- Il rosso attira lo sguardo: quattro anni di relazioni pericolose (2008)
- Orgoglio di classe, piccolo manuale di autostima per la scuola italiana e chi la frequenta (2008)
- Il compito di un gatto di strada (2009)
- Risveglio a Parigi (2009)
- L'amico di Mizù (2011)
- L'ora di pietra (avec Petra Probst, 2011)
- Un colpo all'altezza del cuore (2012)
- Perduti tra le pagine (2013)
- Amen: memorie di Isacco (2014)
- La ragazza di fronte (2015)
- Non fa niente (2017)
- La vita è un cicles (2018)

### Filmographie

#### Comme auteur adapté

##### Au cinéma
- 2004 : Se devo essere sincera (it), film italien réalisé par Davide Ferrario d'après le roman La Collège tatouée (La collega tatuata), avec Luciana Littizzetto dans le rôle principal.

##### A la télévision
- 2005 - 2017 : Provaci ancora prof! (it), série télévisée italienne réalisée d'après le roman Una piccola bestia ferita et le personnage de Camilla Baudino.

## Prix et distinctions notables
- Prix Bancarella 2016 avec La ragazza di fronte.